# 瓦尔特·巴特
瓦尔特·巴特（德語：Walter Bathe，1892年12月1日—1959年9月21日），德国游泳运动员，擅长蛙泳。他在1912年夏季奥运会上获得了200米和400米蛙泳金牌。
1970年，他入选了国际游泳名人堂。